# رود براهماپوترا
رود براهماپوترا (سانسکریت ब्रह्मपुत्र), (آسام ব্ৰহ্মপুত্ৰ নদ Brôhmôputrô) یک رود چندکشوری و یکی از رودهای بزرگ آسیا است.
سرچشمه آن دریاچه تالونگ تسو در جنوب غربی تبت است و در جنوب تبت جریان یافته و سپس وارد هند می‌شود و بعد وارد بنگلادش شده و در خلیج بنگال می‌ریزد.
طول آن در حدود ۱٬۸۰۰ مایل (۲٬۹۰۰ کیلومتر) بوده و رود بسیار مهمی در آبیاری و حمل و نقل است. عمق متوسط این رود ۱۲۴ فوت (۳۸ متر) و حداکثر ژرفای آن ۳۸۰ فوت (۱۲۰ متر) است. دبی حجم این رود ۱۹٬۳۰۰ متر مکعب بر ثانیه (۶۸۰٬۰۰۰ فوت مکعب بر ثانیه)، است که می‌تواند به ۱۰۰٬۰۰۰ متر مکعب بر ثانیه (۳٬۵۰۰٬۰۰۰ فوت مکعب بر ثانیه) نیز برسد.در اکثر طول این رود می‌توان به خاطر عرض زیادش ناوبری کرد.
بخش پایینی این رود در هندوئیسم مقدس است. اگرچه رودهای هند معمولاً نام‌های زنانه دارد نام این رود در سانسکریت به معنی «پسر برهما» است.